# Staurochilus mimicus
Staurochilus mimicus là một loài thực vật có hoa trong họ Lan. Loài này được (L.O.Williams) Lubag-Arquiza & Christenson mô tả khoa học đầu tiên năm 2007.